# Agavenema
Agavenema is een geslacht van vlinders van de familie Prodoxidae, uit de onderfamilie Prodoxinae.

## Soorten
- A. barberella (Busck, 1902)
- A. pallida Davis, 1967